# Georges Halbout du Tanney

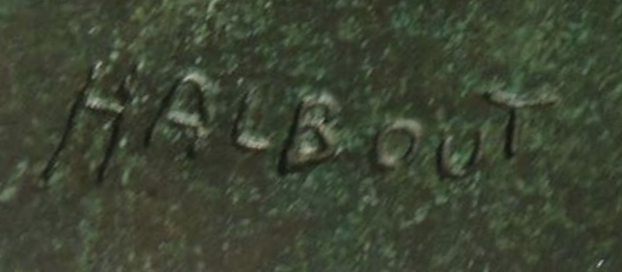
Eine Signatur Georges Halbout du Tanneys

Georges Halbout du Tanney (* 15. Dezember 1895 in Paris; † 7. Juni 1986 in Bourdeilles) war ein französischer Bildhauer.

## Leben
Georges Halbout du Tanney war der Sohn von Ernest Halbout, einem Juwelier aus dem Pariser Stadtteil Buttes-Chaumont. Er besuchte die Schule Germain Pilon, die sich später in École des arts appliqués à l’industrie (Schule für industriell angewandte Kunst) und dann in École des Arts Décoratifs (Kunstgewerbeschule) umbenannte.
Im Ersten Weltkrieg geriet er als Zivilist in deutsche Gefangenschaft, wo er Porträts seiner Mitgefangenen malte. Nach seiner Freilassung wurde er 1916 in der Schweiz unter Hausarrest gestellt. 1918 trat er als Dolmetscher für die amerikanische Armee in die École des Beaux-Arts in Paris ein. Er verbrachte sechs Jahre im Atelier des Bildhauers Jean Boucher am Parc Montsouris, wo er sich Atelierräume mit dem Bildhauer Paul Belmondo teilte.
Im Jahr 1920 gewann Georges Halbout du Tanney den Prix Blumenthal. 1924 nahm er mit vier Arbeiten an den Olympischen Sommerspielen teil. Er gehörte der von dem Éditeur d’art (Kunstverleger) Arthur Goldscheider in den frühen 1920er Jahren mit Vertretern des Art déco gegründeten Künstlergruppe La Stèle an, deren Arbeiten Goldscheider 1925 auf der Pariser Exposition internationale des Arts Décoratifs et industriels modernes ausstellte.
1928 gewann er den Prix Abd-el-Tif, der ihm den Weg nach Algerien öffnete. Hier ließ er sich in Bouzareah nieder, einer Vorstadt von Algier, und lehrte an der École nationale des beaux-Arts d’Alger. 1934 heiratete er in Bourdeilles seine Studentin Gisèle de Lalaurencie, die ihm in Algiers Modell stand. In Chellala (Hammam Maskhoutine), im Osten Algeriens, betrieb er eine Werkstatt. 1937 erhielt er den staatlichen Auftrag für das Reiterstandbild der Jeanne d’Arc in Algier.
Auf der Weltfachausstellung Paris 1937 wurde Georges Halbout du Tanney mit einer Silbermedaille sowie auf dem Salon der Société des Artistes Français von 1938 mit einer Goldmedaille ausgezeichnet. Der Bildhauer lehrte Anatomie an der École supérieure des arts appliqués und an der École des beaux-arts in Caen. 1949 erhielt er den Titel eines Offiziers des Ordre des Palmes Académiques und wurde 1950 als Ritter in die Ehrenlegion aufgenommen. 1966 ließ er sich in Bourdeilles (Périgord) nieder. Im Januar 1982 verlieh ihm die Stadt Paris die Médaille de Vermeil (Vermeil-Medaille).
Georges Halbout du Tanney war der Vater der Autorin Dominique Halbout du Tanney.

## Werke (Auswahl)

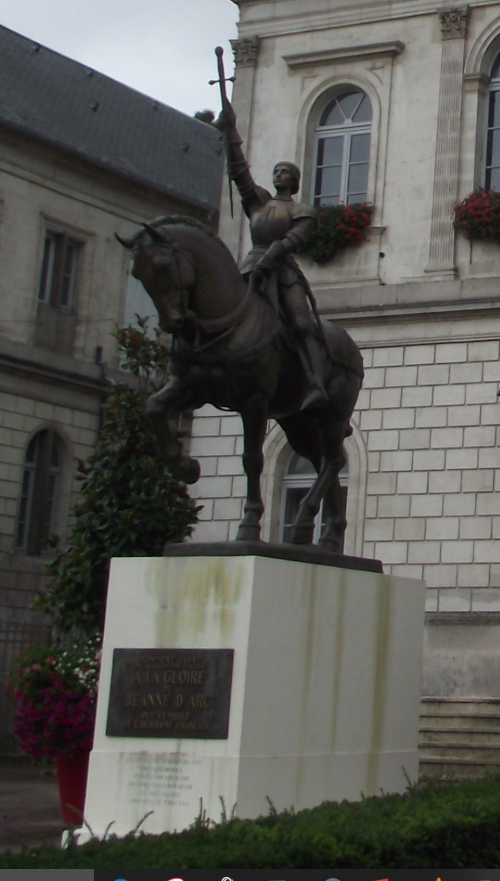
Das Reiterstandbild der Jeanne d’Arc wurde 1939 zunächst in Algier aufgestellt und nach der Unabhängigkeit Algeriens nach Vaucouleurs in Lothringen überführt

Viele seiner Werke sind im Stil des Art déco und in Bronze oder Terrakotta ausgeführt.
- Buste de sénégalais, 1939
- Danseuse
- Tête de jeune maure, 1933
- Jeune femme nue souriante
- La préparation du couscous, 1931
- Jeune orientale lavant du linge, 1931
- Marocaine filant, 1930
- Buste de jeune fille, 1930
- Tête de bacchante